# Instytut Albanologiczny w Prisztinie
Instytut Albanologiczny w Prisztinie (alb. Instituti Albanologjik) – kosowski instytut naukowy zajmujący się albanistyką.

## Życiorys
Instytut Albanologiczny w Prisztinie został założony 1 czerwca 1953 roku, początkowo pracowało w nim kilku naukowców. W czasach jugosłowiańskich działalność organizacji była utrudniona; w latach 80. zaprzestano finansowania tej organizacji, utrzymywała się jednak dzięki pomocy ze strony organizacji społecznych oraz prywatnych darczyńców. Od 1994 do 1998 roku budynek, w którym działalność prowadził Instytut Albanologiczny, był pod kontrolą władz, wówczas działalność naukowa prowadzona była w prywatnym roku. Rok później budynek instytutu został przejęty przez jugosłowiańskie wojsko, które użyło go jako schronu; zabudowa uległa jednak bombardowaniom.
W czerwcu 1999 roku działalność Instytutu Albanologicznego została wznowiona. Organizacja ta odpowiedzialna jest za wydawanie czasopism naukowych Gjuha shqipe oraz Gjurmime albanologjike, prowadzi także bibliotekę zawierającą ponad 20 tys. pozycji.